# Галактоманнаны

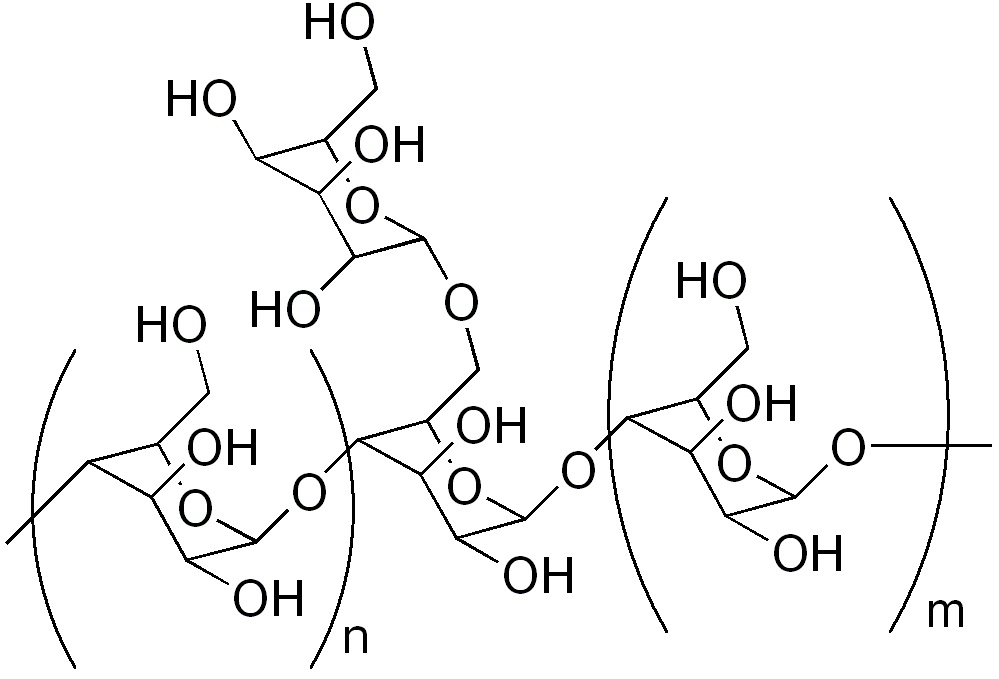
Структурный фрагмент молекулы галактоманнана с маннозовым скелетом (внизу) и присоединенным остатком галактозы (вверху)

Галактоманнаны — группа гетерополисахаридов, молекулы которых состоят из остатков галактозы и маннозы в разных соотношениях, при этом манноза образует скелет с присоединёнными боковыми остатками галактозы. По назначению представляют собой запасные углеводы, составляют основную часть эндосперма семян некоторых растений семейства бобовых, из которых и извлекаются (соответствующие товарные продукты неправильно относят к камедям). 

## Классификация
В зависимости от соотношения «галактоза : манноза» различают:
- «камедь пажитника сенного» (~ 1 : 1)
- гуаран (гуар, «гуаровая камедь» ~ 1 : 2); пищевая добавка Е412
- «камедь тара» (камедь тары, цезальпинии колючей ~ 1 : 3); пищевая добавка Е417
- «камедь рожкового дерева» (~ 1 : 4); пищевая добавка Е410

## Получение
Технический продукт представляет собой измельченный эндосперм семян (муку) соответствующей культуры, лишённых зародышей и семенной кожуры, которая содержит от 60 до 80 % собственно галактоманнанов, а также влагу, белки, жиры и минеральные вещества. Для специальных применений эту муку подвергают очистке химическими методами.

## Применение
Галактоманнаны широко применяются в пищевой промышленности как стабилизаторы, загустители и желирующие агенты (Список пищевых добавок E400-E499) в производстве майонеза, соусов, молочных продуктов, мороженого, желе, мясных изделий, в хлебопечении, кондитерском производстве и др. Поскольку ни сам человек, ни микрофлора его кишечника не имеют ферментов, разлагающих галактоманнаны, последние выводятся из кишечника в неизменном виде, тем самым оказывая диетическое действие подобно пищевым волокнам. 
Помимо этого, галактоманнаны, прежде всего гуар, находят применение в косметической промышленности, фармацевтике и технике (в частности, как компоненты буровых растворов).

## Клиническое значение
Плесневые грибки рода Aspergillus содержат галактоманнан, который выделяется при их росте.